# Расстройство интеллекта
Расстро́йство интелле́кта (от лат. intellectus «понимание, познание»), арх. слабоу́мие — психиатрический интеллектуально-мнестический синдром; врождённое (у́мственная отста́лость) или приобретённое (деме́нция) поражение интеллекта, в результате которого у человека снижается способность понимать связь между окружающими явлениями, утрачивается способность отделять главное от второстепенного, утрачивается критика к своим высказываниям, поведению. 
Если слабоумие приобретённое, ослабевает память, уменьшается запас знаний, представлений. Наблюдается глубокое обеднение эмоционально-волевой сферы, личности. При этом сначала может наблюдаться один однообразный плоский аффект, затем — эмоциональная тупость либо с апато-абулией, либо с психомоторным возбуждением. Изменяется личность, искажается характер.  
В психиатрии слабоумие относится к изменениям процесса рационального познания в виде осложнения или полной невозможности к овладеванию знаниями; умозаключений; суждений; критических способностей. При приобретённом слабоумии использование старых знаний, умений и навыков также осложняется или становится невозможным.

## История
Расстройства интеллекта были известны с доисторического времени. Это подтверждают история психиатрии и транскультуральная психиатрия, обнаруживая, например, атеросклеротические изменения головного мозга у нецивилизованных племён.
Отделив от понятия «мания» старческое слабоумие, Аретей из Каппадокии — выдающийся древнеримский античный медик и философ, вероятно, впервые различает острые и хронические органические психические расстройства, называя острые (преходящие) делирием, а хронические и необратимые — деменцией.
Отдельно расстройства интеллекта в классификации психических болезней выделил швейцарский медик Ф. Платер.
Французский психиатр Ф. Пинель впервые разделил слабоумие на врождённое и приобретённое.
Ж.-Э. Д. Эскироль — французский психиатр, ученик Филиппа Пинеля, оперируя терминами «слабоумие» в понимании «деменция» и «идиотизм» в понимании «умственная отсталость» впервые их дифференцирует. Слабоумие, по Эскиролю, есть поражение мозга с хроническим течением, с ослаблением интеллекта, с извращением чувств и воли. В одном из тех точных и ярких афоризмов, которые так были свойственны учёному, он проводит различие между слабоумием и идиотизмом:
Слабоумный лишился имущества, которым он когда-то владел, идиот был от начала беден.Ж.-Э. Д. Эскироль
Современный термин «олигофрения» предложил немецкий психиатр Эмиль Крепелин.

## Классификация
Симптомы в структуре слабоумия могут быть различными, однако преобладают негативные. Если оно определяется только ими, это простое слабоумие. Чаще, особенно в начальной стадии бывает психотическое слабоумие с бредом, галлюцинациями, маниакальным и депрессивным синдромом. При этом чем более они выражены, тем легче слабоумие и наоборот, при тотальной деменции они полностью исчезают. По Г. Модсли: «В крайних случаях слабоумия не могут образовываться даже нелепые идеи». 
По этиологии различают: 
1. Приобретённое заболевание — деменция, например, атрофические процессы головного мозга в предстарческом и старческом возрасте — болезнь Альцгеймера, деменции при сосудистых, метаболических и других органических заболеваниях мозга — так называемый психоорганический синдром.
  1. По течению существует:
    1. Стационарное — возникнув, не углубляется;
    2. Прогрессирующее — ведущее к психическому маразму. При этом, чем раньше оно начинается, тем быстрее прогресс и хуже прогноз[8].

  2. По патологоанатомическим изменениям по О. В. Кербикову:
    1. Органическое — есть характерные изменения в головном мозге. Его в свою очередь классифицируют по этиологии, нозологическому принципу и локализации в головном мозге. Отдельно некоторые авторы выделяют эпилептическое слабоумие, что выражается не только в значительном снижении памяти, но и в своеобразном изменении мышления, когда человек начинает терять способность различать главное и второстепенное, ему всё кажется важным, все мелочи — значительными. Мышление становится вязким, непродуктивным, патологически обстоятельным, больной никак не может выразить свою мысль (недаром эпилептическое мышление называют иногда лабиринтным). Характерно также сужение круга интересов, концентрация внимания исключительно на своём состоянии (концентрическое слабоумие).
    2. Шизофреническое слабоумие (или везаническое, апатическое, транзиторное[9], атактическое слабоумие) — характеризуется интеллектуальной бездеятельностью, безынициативностью, в то время как предпосылки к умственной деятельности ещё длительное время могут сохраняться[10]. Возникает при длительном течении шизофрении.

  3. Клинически различают лакунарную и тотальную деменцию[10][6]. Среди тотальной деменции А. В. Снежневский выделяет паралитическое и сенильное слабоумие[11]. Для первого характерны эйфория, психомоторное возбуждение, облегчение ассоциаций и растормаживание низших влечений; для второго — амнезия, утрата критики, безразличное или угрюмо-раздражительное настроение, эмоциональная тупость. Классические формы встречаются, соответственно, при прогрессивном параличе и сенильной деменции.
2. Врождённое заболевание — умственная отсталость (олигофрения). Оно обусловлено расстройством раннего онтогенеза[6]. Процесс стационарен, однако может усугубляться при новых экзогенных влияниях (ЧМТ). Традиционная классификация (подробнее, пожалуйста, см. «Классификация олигофрений»):
  1. дебильность (иногда сохраняется способность к труду);
  2. имбецильность (сохраняется способность к самообслуживанию);
  3. идиотия (не сохраняется способность к самообслуживанию и речи).